# Sola
是久彌直樹原作、七尾奈留設計角色的日本跨媒體製作作品，包括漫畫、動畫、廣播劇、廣播，但久彌直樹曾表明不會製成遊戲。久彌等人約2004年開始構思，2006年春天開始正式進行企劃。漫畫版由阿倍野茶子於電擊大王連載。網上廣播亦於2007年2月2日開始發放。動畫於2007年4月至6月播放。
而「sola」此詞可能是由日語中的「空」的羅馬字「sora」而來，即「天空」之意；亦可能是由「solar」（太陽的、日光的）而來。動畫版中大量出現天空的分鏡也是其特點之一。最初在久彌等人進行《sola》的企劃和動畫錄音試聽時作品名為。
作品的舞台——加名見町被觀眾認為是以日本長崎縣長崎市作為藍本。

## 故事簡介
森宮依人是喜歡「天空」的高校一年級生。每天放學後，依人和同學石月真名會一起探望在住院的蒼乃和真名的妹妹小依。
另一方面，經常在街上流連的少女四方茉莉是住在教會的少女。在某個深夜，想拍攝黎明的依人在公園和遇到了茉莉。在這一刻，就是故事的開始……。

## 角色介紹
※廣播劇和動畫的聲優相同
森宮依人（聲：岡本信彦）
於C70所發售的原設本中的名字為「赤澤 依人」。
本作男主角。開朗的高校生，就讀御池高校。喜歡拍攝天空，15歲。雙親逝世後和親姊蒼乃生活，和石月真名等人是同校友人。當姊姊蒼乃入院時，每天放學也會去探望，還會每天買一隻外表奇怪的布偶（只有茉莉覺得可愛）送給蒼乃。另外在一次偶然機會下，在準備拍攝黎明的天空時和茉莉邂逅，其後更知道茉莉的身份，許下「一定會給她看到晴空」的承諾。在同居相處的情況下，茉莉已成為對依人十分重要的人。
一直不知道蒼乃是夜禍人，之後依人被蒼乃操縱並刺傷茉莉，蒼乃用類似催眠及夜禍人本身的能力令依人該段其間的記憶淡化和修改，並認為茉莉已經死了。但因為真名的一巴掌和一幅來自紗繪的茉莉照片而重新振作。
實際上在很久以前真正的「森宮依人」因為一場大雨而回到村莊，結果遇到土石流房屋倒塌而死去（當時茉莉和蒼乃也和依人相識）。同樣，以前的依人也很想讓茉莉看到晴空。現在的依人只是由蒼乃三個月前製成的紙人偶，後來從茉莉得知這事實。
在茉莉與蒼乃的最終決戰中，為了保護茉莉而挺身受了蒼乃攻擊變回紙片四散飛逝。漫畫版則是與姊姊繼續相處一段日子後，為履行與茉莉的約定悄悄離開家門，在當初遇到茉莉的地方帶著微笑離開人世。
四方茉莉（聲：能登麻美子）
女主角其一。是個機械白痴，連自動售賣機的基本操作也不懂，認為壞了的機器用「踢」的方式就可以修好。喜歡「番茄紅豆汁」（初期設定是番茄汁），也喜歡買一些奇怪的食物（例如即食鱷梨拉麵，雖然自己本身也不喜歡吃。）。以賣掉暫住教會的地下藏書室的書來賺取日常生活費。外表是十六、七歲的少女，實際上並非人類，而是已活了350年以上的「夜禍人」。（而且，茉莉是原生的夜禍人，而不是由人類後天變成的。）夜禍人因為體質問題，不可以接觸陽光（身體會因陽光照射而分解），故此反而很渴望看到晴空，不喜歡黑夜。持有一把外邊是全天藍色，內裡是畫著晴空的傘子。當時辻堂剛史希望利用茉莉的血把繭子變回人類，因此而被追殺。
很久以前曾與森宮依人及森宮蒼乃邂逅，發生一段感情，但因一段意外發生，只留下森宮蒼乃，不願重回孤獨的茉莉把蒼乃變成夜禍，但蒼乃仍遠走他方。
在一次偶然機會下，和蒼乃用紙片做成的森宮依人相遇，其後更共同居住，但被蒼乃發現，要求茉莉離開，茉莉便因蒼乃的要求和依人訣別。但再在另一次偶然機會下重遇依人，並以剛史的劍直刺依人的方式說出他只是紙人的真相，更提議「一起消失」。
最後與依人在荒廢的電影院內想像著如果是情侶會是看怎樣的電影，並與蒼乃進行最後決戰。但茉莉的最終目的其實是要用自己的鮮血讓蒼乃恢復成人類。讓蒼乃恢復後，兩人靜靜的看著日出，履行了當初三人想要一起看到天空的約定。茉莉最後帶著微笑離開了世間。
- 注：四方茉莉的形象与ef - a fairy tale of the two.当中的雨宫优子非常相似，因此两个人物也经常被玩家们相提并论。

森宮蒼乃（聲：中原麻衣）
女主角其二。依人的親姊，喜歡摺紙。依人對她來說十分重要。性格冷靜而不多說話，看上去表情不多，實際上是外冷內熱。
夜禍人之一。因太寂寞而製作依人紙人偶，但因此而過度使用夜禍人的力量而暈倒，為了恢復力量而入住加名見綜合醫院三個月。
在很久以前依人在一場大雨中死於土石流，她認為是自己間接害死依人而刎頸自殺，（因為蒼乃本為村人獻給夜禍的活祭，但她沒有死）卻被茉莉因寂寞而把她變成夜禍人。
痛苦的蒼乃認為茉莉違反本人意願擅自把她變成夜禍人而對茉莉感到憤怒，但實際上內心深處還是很在意茉莉。
後來與茉莉進行最後決戰，在染滿茉莉鮮血的利劍刺穿身體下變回人類。兩人終於釋懷了長久的誤解與心結，靜靜的看著日出，履行了當初三人想要一起看到天空的約定。
變回正常人的蒼乃後來和石月姊妹成為了好朋友，並且像是繼承茉莉與依人意志般，也會像茉莉一樣用腳踢販賣機。
石月真名（聲：本多陽子）
依人的同班同學，特別留意著他，但否認對他抱有戀愛的感情。在有名的海鮮餐廳「Ajour」兼職。不喜歡妹妹小依稱自己為「真名小姐」，總是要求妹妹要叫姊姊不可直呼名字，不然會以手刀打頭。
其後知道了茉莉是夜禍人一事，更懷疑蒼乃是否有事情對依人隱瞞，還偶然地得知蒼乃也是夜禍人。
喝醒被蒼乃操縱而導致精神混亂的依人後，對圍繞他發生的事四處查找。但在中途發現同班同學開始忘記依人的存在，如同一開始就沒有這個人一樣。最後，雖然向著依人發誓絕不會忘記他，但還是喪失了有關依人的記憶。
後來和變回正常人的蒼乃成為了好朋友，並且像是繼承茉莉與依人意志般，開始像依人一樣會去拍攝日出的照片。
石月小夜理（聲：清水愛）
真名的妹妹，小學2年級生。待人有禮，對任何人也會使用敬語，称呼姐姐真名为“真名さん”，因而常遭受姐姐的手刀懲罰。因身體不佳要經常入院，並於住院期間認識了蒼乃。
喜歡和蒼乃一起摺紙。顺便一提她称呼真名为“真名さん”而不是“姐姐”的原因是一次看到真名用手刀把包围她的一群大汉全部打倒。
辻堂剛史（聲：藤原啓治、（小孩）三瓶由布子）
經常和繭子一起的男人，27歲。不斷追殺茉莉，擅長使用劍和飛鏢，身體能力也十分厲害，能在短時間內跑上數層樓。經常會買一些「怪口味飯糰」給繭子吃。
擁有一把能令夜禍人的能力無效化的劍，和大量命中物件時會發出強光的飛鏢，皆為專門對付夜禍人的武器。十七年前十歲時，因繭子被殺而瞞著她要殺掉其他夜禍人（如茉莉），以其生命作為犧牲交換，想令繭子變回人類。其後因為繭子阻止而停止了對茉莉的攻擊，最後把劍和使用的方法告訴給茉莉，和繭子一起離開城市。
神河繭子（聲：金田朋子）
經常和剛史一起，穿著哥德蘿莉衣服、拿著兔玩偶的女孩，在餐廳時喜歡吃兒童套餐。平時待在一個放在街邊的紙盒或垃圾桶中睡覺。
原本為剛史的兒時玩伴，在十七年前的九歲生日全家慘遭殺害，唯獨自己一人被某不明人物變成夜禍，自此與剛史一起生活。其後，被剛史帶到山上的教會暫住，但因一些小事而賭氣離去。差點被陽光照射致死，被偶然路過的茉莉救起後互相知悉對方夜禍人的身份。
之後在茉莉險被剛史殺掉的一刻救了她，並向剛史說出她只想和剛史一起而不是變回人類的心願。最後，不看著茉莉對依人和蒼乃事件的結束而和剛史離開了城市。
廣播劇中，把繭子變成夜禍人的神秘女子有正式出場。
佐倉紗繪（聲：小清水亞美）
依人的同班同學，除了和真名一樣在海鮮餐廳「Ajour」兼職，也有在一間便利店工作。好奇心和想像力豐富，經常對身邊的事亂猜。喜歡有鬍子的男人。
上原塔子（聲：小野涼子）
依人的同班同學。比真名、紗繪和千里高。
水口千里（聲：矢作紗友里）
依人的同班同學。對可愛的事物沒有抵抗力。

## 用語及設定

### 夜禍人
夜禍人或稱夜禍。有生來就是夜禍人，也有原本是人類、但死後被其他夜禍人施力變成的案例，其外貌保留在變成夜禍人時的樣子，但是如原先的夜禍人力量減弱，被他變成的夜禍人之力量亦會隨之變小。和吸血鬼相似的特點，在於不能被影子以外的猛烈陽光照射（包括太陽燈），被照射的部分會被燃燒起來，但在陰涼處亦可以慢慢回復。夜禍人除非被殺或待在太陽下太久，否則就是不老不死。各夜禍人的其他能力未必一樣。
茉莉把夜禍人解釋為「被人類捨棄的痛苦和不安所聚集而成的存在」，而且總是孤獨一人。剛史則認為和夜禍人相處太久會被「夜」誘惑，而且不能逃脫。
茉莉
生來就是夜禍人。身體能力異於常人，而且傷口癒合速度極高，對受傷的耐力亦較強。可以直接接觸或撒開一道「屏障」令接近自己的物體（包括人類）風化或結構腐壞，其原生性比較類似於月姬的愛爾奎特·布倫史塔德。
蒼乃
被茉莉變成的夜禍人，身體能力和傷口癒合速度與茉莉一樣比普通人類強，另外能隨意召喚、控制紙張，並依自己的意思活動（有時需要滴血於紙上），和陰陽道的式神有相似之處，另外也可以控制被紙張付著的物件。也可以用紙造出任何事物，不過有時可能會因過分使用力量而昏倒。
繭子
在十七年前被某不明人變成的夜禍人，久彌在sola Visual Fan Book表示她有一種特別能力，但在作品中沒有表現出來。

### 剛史的劍
以前嚮往人類的夜禍所造的劍，夜禍人的能力對此劍無效，專門對付夜禍人的武器。劍上如有夜禍人的血會被吸收。吸收了夜禍人的血再把劍插入另一夜禍人可以使其變回人類。

## 出版書籍
阿倍野茶子所繪，前序於電擊大王2007年2月號刊登，2007年3月號開始正式開始連載。和動畫版不同的是，漫畫運用不少殺必死，和偶然出現的搞笑用三頭身Q版造型。而且劇情不盡相同。 
| 冊數 | MediaWorks    | MediaWorks             | 台灣角川      | 台灣角川               |
| 冊數 | 發售日期      | ISBN                   | 發售日期      | ISBN                   |
| ---- | ------------- | ---------------------- | ------------- | ---------------------- |
| 1    | 2007年7月27日 | ISBN 978-4-8402-3960-8 | 2008年5月29日 | ISBN 978-986-174-682-1 |
| 2    | 2008年3月27日 | ISBN 978-4-8402-4246-2 | 2008年9月11日 | ISBN 978-986-174-806-1 |

## 電視動畫
於2007年4月至同年6月播放。每集（除第12集）的「預告」除了顯示下集標題外，幾乎和下集內容無關，也是一些有趣的對話，如第三集的繞口令。於DVD中收錄的第14集是和主線沒大關係的特別編，故事發生在依人邂逅茉莉並讓她住在家之後不久。第15集則是前傳。

### 工作人員
- 監督：小林智樹
- 腳本：花田十輝
- 人物設計：古賀誠
- 音樂：藤間仁（Elements Garden）
- 音樂製作：Lantis
- 動畫制作：NOMAD
- 製作：sola project

### 主題曲
片頭曲
- 「敏感な風景」（第1集）

作詞：畑亞貴
作曲．編曲：小高光太郎
歌：Ceui
- 「colorless wind」（第2～15集）

作詞：畑亞貴
作曲．編曲：大久保薫
歌：結城アイラ
片尾曲
- 「mellow melody」（第1～12集、第14～15集）

作詞：畑亞貴
作曲．編曲：小高光太郎
歌：Ceui
- 「見上げるあの空で」（第13集）

作詞：畑亞貴
作曲：黑須克彥
編曲：大久保薫
歌：結城アイラ
插入曲
- 「敏感な風景」（第9、15集）

作詞：畑亞貴
作曲．編曲：小高光太郎
歌：Ceui

### 各話列表
| 話數    | 日文標題         | 中文標題       | 劇本              | 分鏡     | 演出       | 作畫監督                   |
| ------- | ---------------- | -------------- | ----------------- | -------- | ---------- | -------------------------- |
| 1       | ソライロノカサ   | 天藍色的傘     | 花田十輝          | 小林智樹 | 小林智樹   | 古賀誠                     |
| 2       | ミアゲルアオ     | 仰頭望的藍     | 花田十輝          | 日下隼   | 日下隼     | 大田謙治                   |
| 3       | オダヤカナヒ     | 平靜的日子     | 上江洲誠          | 小寺勝之 | 西山明樹彦 | 田村正文                   |
| 4       | ネガイフタリ     | 二人的希望     | 久彌直樹          | 西村博昭 | 西村博昭   | 增田讓治 定井秀樹          |
| 5       | フリソソグヒカリ | 傾瀉的光芒     | 杉原研二          | 堀之内元 | 吉本毅     | いがりたけし 山本真嗣      |
| 6       | イケニエノチ     | 犧牲者的血     | 花田十輝          | 小寺勝之 | 千葉大輔   | 平田卓也                   |
| 7       | ハイイロノヨル   | 灰色的暗夜     | 花田十輝 杉原研二 | 小野勝己 | 日下隼     | 大田謙治                   |
| 8       | キエナイオモイ   | 難消的思念     | 上江洲誠          | 松尾衡   | 松澤健一   | 定井秀樹 志賀道憲          |
| 9       | ヤクソクノハテ   | 約定的盡頭     | 久彌直樹          | 高柳滋仁 | 高柳滋仁   | 田村正文                   |
| 10      | ユレルマボロシ   | 搖曳的幻影     | 花田十輝          | 小寺勝之 | 千葉大輔   | 重松晉一                   |
| 11      | ムソウレンガ     | 夢想連歌       | 久彌直樹          | 菊池聰延 | 菊池聰延   | 菊池聰延                   |
| 12      | ユウメイノサカイ | 幽冥的境界     | 花田十輝          | 松尾衡   | migmi      | 大田謙治 いがりたけし      |
| 13      | ソラ             | 天空           | 花田十輝 久彌直樹 | 小林智樹 | 日下隼     | 古賀誠 山本真嗣 阿亂須未椎 |
| DVD收錄 |                  |                |                   |          |            |                            |
| 14      | ベツルート       | 另一路線       | 上江洲誠          | 古川政美 | 長岡義孝   | 尾尻進矢                   |
| 15      | アケルソラへ     | 迎向黎明的天空 | 久彌直樹          | migmi    | migmi      | 菊池聰延                   |

### 播放電視台
日本深夜動畫：下文記載的日本国内播放時間使用日本標準時間（UTC+9）表示。因為部分時間标识會採用30小时制，因此請留意这类超过24:00的时间，其實際播放時間為翌日清晨。
| 電視台       | 播放期間                     | 播放時間（UTC+9）                        |
| ------------ | ---------------------------- | ---------------------------------------- |
| 愛知電視台   | 2007年4月6日－2007年6月29日  | 星期五 25:28～25:58（星期六 1:28～1:58） |
| 千葉電視台   | 2007年4月8日－2007年7月1日   | 星期日 25:30～26:00（星期一 1:30～2:00） |
| 神奈川電視台 | 2007年4月9日－2007年7月2日   | 星期一 23:00～23:30                      |
| 大阪電視台   | 2007年4月9日－2007年7月2日   | 星期一 25:10～25:40（星期二 1:10～1:40） |
| 埼玉電視台   | 2007年4月11日－2007年7月4日  | 星期三 25:30～26:00（星期四 1:30～2:00） |
| BIGLOBE      | 2007年5月10日－2007年7月12日 | 網上一週內免費收看                       |
| AT-X         | 2007年5月24日－2007年8月16日 | 星期四 9:30～10:00                       |

### CD
「colorless wind」
2007年4月25日發售
曲目：
1. colorless wind
2. colorless wind（off vocal）
3. （off vocal）

「mellow melody」
2007年5月23日發售
曲目：
1. mellow melody
2. （Zafi's Rain Mix）

原聲帶「蒼穹的盡頭」
2007年6月27日發售，並收錄於電視動畫沒有出現、描述夜禍人的。
| 1  |  | 敏感的風景   | 17 |  | 紛亂的道路            | 33          |                             | 時空的挾縫中   |
| 2  |  | 草原之風     | 18 |  | 兩人的倚靠            | 34          |                             | 看不見的腳步聲 |
| 3  |  | 童謠         | 19 |  | 紊亂的心              | 35          |                             | 面臨險境       |
| 4  |  | 希望之風     | 20 |  | 寒冷的黑暗            | 36          |                             | 悲傷的盡頭中   |
| 5  |  | 和暖的思緒   | 21 |  | 鈍色                  | 37          |                             | 歪錯的齒輪     |
| 6  |  | 仰望夜空     | 22 |  | 旋風                  | 38          |                             | 滿溢的謎團     |
| 7  |  | 漾溢笑顏     | 23 |  | 過去和未來和          | 39          |                             | 迫近的絕望     |
| 8  |  | 風平浪靜     | 24 |  | 天上之門              | 40          |                             | 重疊心靈       |
| 9  |  | 水滴         | 25 |  | 起浪的海              | 41          |                             | 舉起雙手       |
| 10 |  | 灰夜混沌     | 26 |  | 在甚麼時候 看過的青空 |             |                             |                |
| 11 |  | 束縛         | 27 |  | 沈思悠久              | BONUS TRACK | BONUS TRACK                 | BONUS TRACK    |
| 12 |  | 觸碰的指尖   | 28 |  | 微弱的光              | 42          | colorless wind -Short size- | 無色之風       |
| 13 |  | 蹦跳的情緒   | 29 |  | 接近的距離            | 43          | mellow melody -Short size-  | 圓潤的旋律     |
| 14 |  | 於孤獨的深底 | 30 |  | 在你的身邊            |             |                             |                |
| 15 |  | 鮮明的光亮   | 31 |  | 巡視之夜              |             |                             |                |
| 16 |  | 夜和雨和     | 32 |  | 嘎聲響的空氣          |             |                             |                |

印象曲專輯「oratorio」
2007年8月8日發售
曲目：
1. 「宵待雨月」歌：
2. 歌：Ceui
3. 歌：
4. 歌：kukui
5. 「step of cloud」歌：茶太
6. 歌：eufonius
7. 歌：

### DVD
2007年6月22日開始每月發售，全五卷。
- sola color.I 2007年6月22日發售。
- sola color.II 2007年7月27日發售。
- sola color.III 2007年8月24日發售。
- sola color.IV 2007年9月25日，附送電視未播放的一集。
- sola color.V 2007年10月26日發售，附送電視未播放的一集。

每一卷的初回版也會附送每次主角不同廣播劇CD「天藍色廣播出差版CD」和角色曲，順序的角色為石月真名、石月小依、神河繭子、森宮蒼乃、四方茉莉。
另有五卷一同發售的，第五卷的封面是森宮蒼乃，和普通的不同。2007年11月10日發售，60000日圓，已售罄。

## 網路廣播

### 第一期「天藍色廣播 in chararadio」
網路廣播第一期「天藍色廣播 in chararadio」由 能登麻美子（四方茉莉）與中原麻衣（森宮蒼乃）隔週主持，chararadio於2007年2月2日至2月23日發放，全4回。
- 嘉賓：

第3回—本多陽子（石月真名）
第4回—金田朋子（神河繭子）
環節
- 茉莉與蒼乃 心之通信

利用節目主持隔週擔當的特性，茉莉和蒼乃互相寫信（實際上是心理測驗）給對方的環節。
- sola的留言板

介紹關於sola最新消息。
廣播劇
- 在第3、4回播放了一部份於Comic Market第71屆所發售的廣播劇CD。

### 第二期「天藍色廣播」
DIGITAL BEAT和Lantis於2007年3月30日開始發放，逢星期五更新。而第七回在星期日（同年5月11日）才更新。
主持
四月：清水愛、本多陽子
五月：能登麻美子
六月：中原麻衣
公開錄音：能登麻美子、本多陽子
七月：岡本信彥、藤原啓治
嘉賓
第2、9、14回—岡本信彦（森宮依人）
第7至9回—本多陽子（石月真名）
第17回—金田朋子（石月小依）
環節
- 番茄紅豆汁的攻擊

把茉莉喜愛的「番茄紅豆汁」宣揚出去的環節。
- 天藍色的信

和第一期的「心之通信」差不多的心理測驗。
- 來信

解答對節目的問題等。

## 相關產品

### 書籍
- -Sola-（原設本）

2006年8月13日的C70中發售
發行：
作者：七尾奈留、九尾、久彌直樹
- sola色 SPECIAL BOOK

月刊Comic電擊大王2007年7月號附送，2007年5月21日發售。
- ～sola Characters Design Collection～（設定資料集）

Megami MAGAZINE2007年7月號附送，2007年5月30日發售。
- sola Visual Fan Book

2007年10月10日發售，2,500日圓，一迅社出版，ISBN 978-4-7580-1085-6。

### 廣播劇CD
- Prologue of sola

2006年12月的Comic Market中發售
收錄長度13分13秒的廣播劇（之後在網上廣播播放和在官網的「GW特別企劃」發放）和。
2008年5月30日發售，3,150日圓（含稅）。

## 外部連結
- 官網（页面存档备份，存于）
- chararadio（页面存档备份，存于）（為天藍色廣播開啟的網頁已於2007年3月5日關閉）
- DIGITAL BEAT